# Silene tridentata
Silene tridentata är en nejlikväxtart som beskrevs av René Louiche Desfontaines. 
Silene tridentata ingår i släktet glimmar och familjen nejlikväxter. Inga underarter finns listade i Catalogue of Life.